# Stijn Houben
Stijn Houben (Maastricht, 5 april 1995) is een Nederlandse voetballer die bij voorkeur als verdediger speelt.

## Carrière
Houben begon met voetballen bij het Haagse HBS-Craeyenhout. Nadat hij als 15-jarige zijn debuut maakte in het eerste elftal van de Hagenaars, werd hij gescout door Feyenoord, waar hij in de jeugd kwam. Met het A1 won hij zowel de KNVB Beker als de Supercup. Eerder in het seizoen 2013-2014 maakte Houben ook zijn officieuze debuut in het eerste elftal van Feyenoord, in een oefenwedstrijd tegen Excelsior. Hij kreeg geen contract en keerde terug bij HBS-Craeyenhout.
In juli 2014 tekende Houben echter via contacten van Feyenoord een contract voor één seizoen bij Delhi Dynamos FC tot eind 2014. Hij debuteerde op 1 november 2014 als basisspeler in de Indian Super League in de met 2–1 verloren uitwedstrijd tegen FC Goa en kreeg daarbij een gele kaart.. Op 16 november kwam Houben voor de tweede keer in actie voor de Dynamos. In het thuisduel tegen Kerala Blasters FC viel de oud-Feyenoorder na 45 minuten in voor de geblesseerd geraakte Wim Raymaekers.
In januari 2015 keerde hij weer terug bij HBS-Craeyenhout en hervatte hij zijn studie economie en bedrijfseconomie aan de Erasmus Universiteit. In 2017 ging hij voor VOC spelen.

## Erelijst
Feyenoord –19
- Bekerwinnaar

2014
- Supercup

2013